# 富尔卡捷和迈松讷沃
富尔卡捷和迈松讷沃（法語：Fourcatier-et-Maison-Neuve，法語發音：[fuʁkatje e mɛzɔ̃ nœv]）是法国杜省的一个市镇，位于该省中南部，属于蓬塔利耶区。该市镇于1790-1794年间由富尔卡捷（Fourcatier）和迈松讷沃（Maison Neuve）合并而成。

## 地理
富尔卡捷和迈松讷沃（46°45'45"N, 6°19'4"E）面积2.75 平方千米，位于法国勃艮第-弗朗什-孔泰大區杜省，该省份为法国东部内陆省份，北起上索恩省，西接汝拉省，东部及东南部与瑞士接壤，东北部与贝尔福地区省接壤。
与富尔卡捷和迈松讷沃接壤的市镇（或旧市镇、城区）包括：拉贝热芒圣玛丽、罗什让、圣安托万。

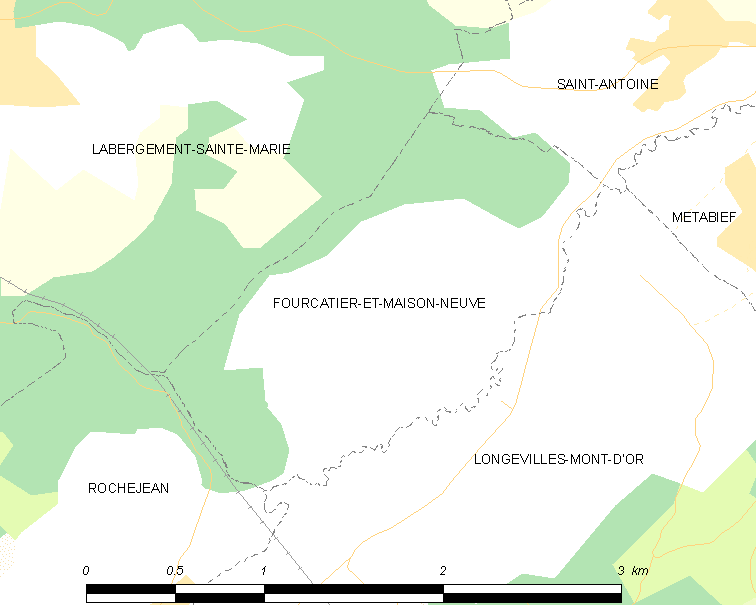
富尔卡捷和迈松讷沃的OSM定位图

富尔卡捷和迈松讷沃的时区为UTC+01:00、UTC+02:00（夏令时）。

## 行政
富尔卡捷和迈松讷沃的邮政编码为25370，INSEE市镇编码为25252。

## 政治
富尔卡捷和迈松讷沃所属的省级选区为弗拉讷县。

## 人口

1962-2008年间富尔卡捷和迈松讷沃人口变化图示

富尔卡捷和迈松讷沃于2022年1月1日时的人口数量为124人。